# Wilhelm Bernhardi
Johann Wilhelm Bernhardi (né le 15 juillet 1800 à Berlin et mort le 24 août 1878 dans la même ville) est un écrivain prussien du XIXe siècle.

## Biographie
Après le divorce de ses parents, sa garde fut confiée à son père August Ferdinand Bernhardi. Il quitta Munich en 1809 pour s'installer à Berlin. En mars 1815, son oncle Ludwig Tieck le recommande à son ami Friedrich von Raumer, professeur d'histoire à l'université de Berlin, en ces termes : « Il souhaite étudier l'histoire et la philologie, est pauvre et quelque peu hypocondriaque (...): je crois que des forces vives et de bonnes dispositions luttent en lui ». Il fut journaliste, critique de théâtre, dramaturge et se distingua également par ses recherches sur Shakespeare, s'inscrivant ainsi dans la tradition intellectuelle de son oncle.
Ses publications comprennent: Friedrich Wilhelm der Große, Churfürst von Brandenburg und erster souveräner Herzog von Preußen: ein Denkmal zur zweiten Säkularfeier seiner Thronbesteigung (1840), le Allgemeine deutsche Lieder-Lexikon oder vollständige Sammlung aller bekannten deutschen Lieder und Volksgesänge in alphabetischer Reihenfolge (1844), ainsi que des traductions des œuvres politiques de John Milton parues entre 1874 et 1879.
Il ne faut pas le confondre avec son fils, l'enseignant et historien Wilhelm Bernhardi (de), comme cela est souvent le cas dans les catalogues de bibliothèques. Son frère est Theodor von Bernhardi qui fut anobli en 1873.

## Sources
- Nécrologie dans: Zeitung für das höhere Unterrichtswesen Deutschlands 1878, p. 289 Google-Books mit US-Proxy